# St. Louis Hawks 1958-1959
La stagione 1958-59 dei St. Louis Hawks fu la 10ª nella NBA per la franchigia.
I St. Louis Hawks vinsero la Western Division con un record di 49-23. Nei play-off persero la finale di division con i Minneapolis Lakers (4-2).

## Roster
| N°    | Naz.                   | Ruolo | Sportivo         | Anno | Alt. | Peso |
| ----- | ---------------------- | ----- | ---------------- | ---- | ---- | ---- |
| 9     | Stati Uniti (bandiera) | AC    | Bob Pettit       | 1932 | 206  | 93   |
| 10-25 | Stati Uniti (bandiera) | GA    | Win Wilfong      | 1933 | 188  | 84   |
| 11-26 | Stati Uniti (bandiera) | GA    | Al Ferrari       | 1933 | 193  | 86   |
| 12-19 | Stati Uniti (bandiera) | AC    | Hub Reed         | 1936 | 206  | 98   |
| 13    | Stati Uniti (bandiera) | C     | Chuck Share      | 1927 | 211  | 107  |
| 16    | Stati Uniti (bandiera) | GA    | Cliff Hagan      | 1931 | 193  | 95   |
| 17    | Stati Uniti (bandiera) | GA    | Sihugo Green     | 1933 | 188  | 84   |
| 17    | Stati Uniti (bandiera) | GA    | Med Park         | 1933 | 188  | 93   |
| 20    | Stati Uniti (bandiera) | AC    | Ed Macauley      | 1928 | 203  | 84   |
| 21    | Stati Uniti (bandiera) | G     | Jack McMahon     | 1928 | 185  | 84   |
| 22    | Stati Uniti (bandiera) | G     | Slater Martin    | 1925 | 178  | 77   |
| 33    | Stati Uniti (bandiera) | A     | Dave Gambee      | 1937 | 198  | 98   |
| 34    | Stati Uniti (bandiera) | AC    | Clyde Lovellette | 1929 | 206  | 106  |

## Staff tecnico
Allenatori: Andy Phillip (6-4) (fino al 20 novembre), Ed Macauley (43-19)